# Café Central

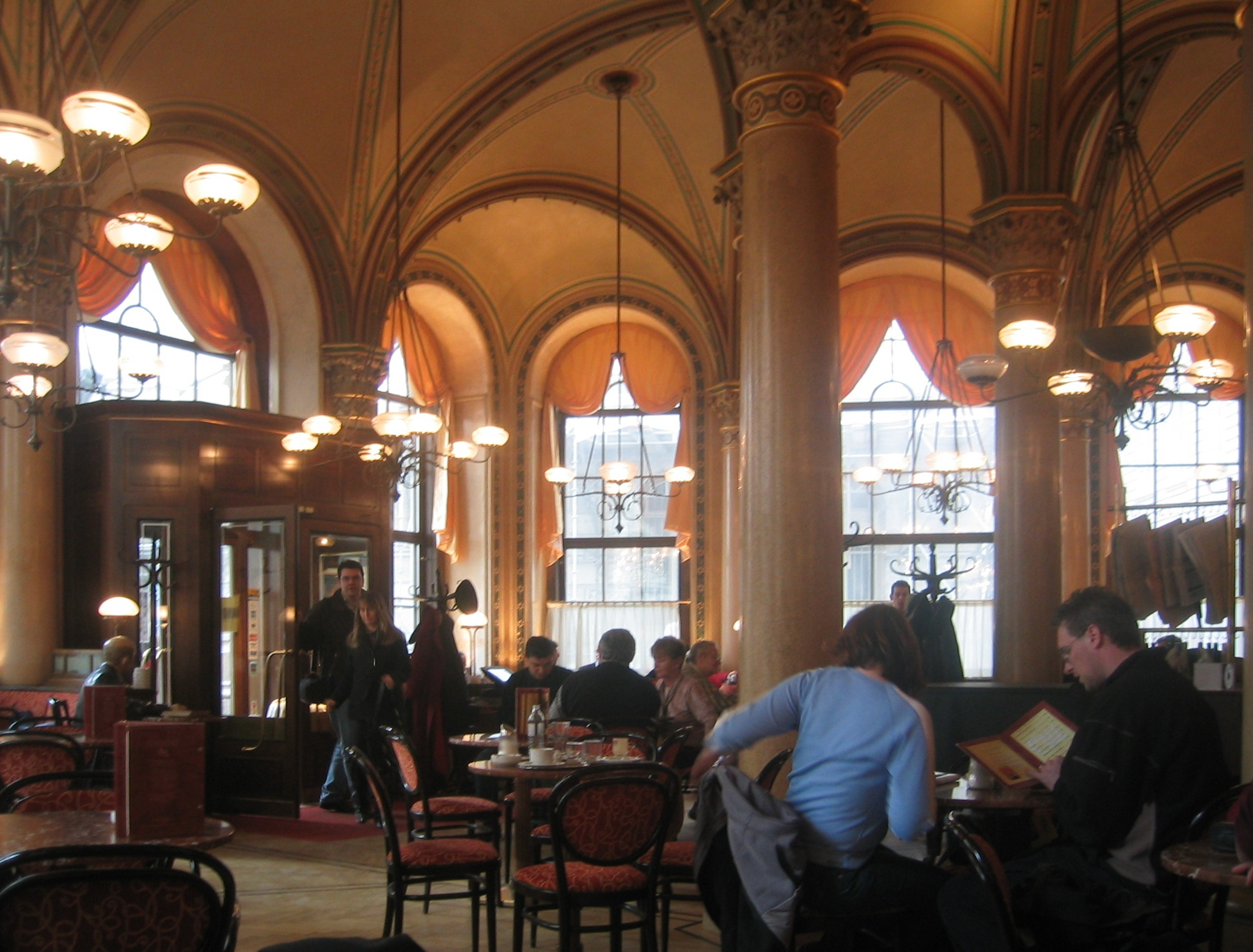
Interiör, Café Central.

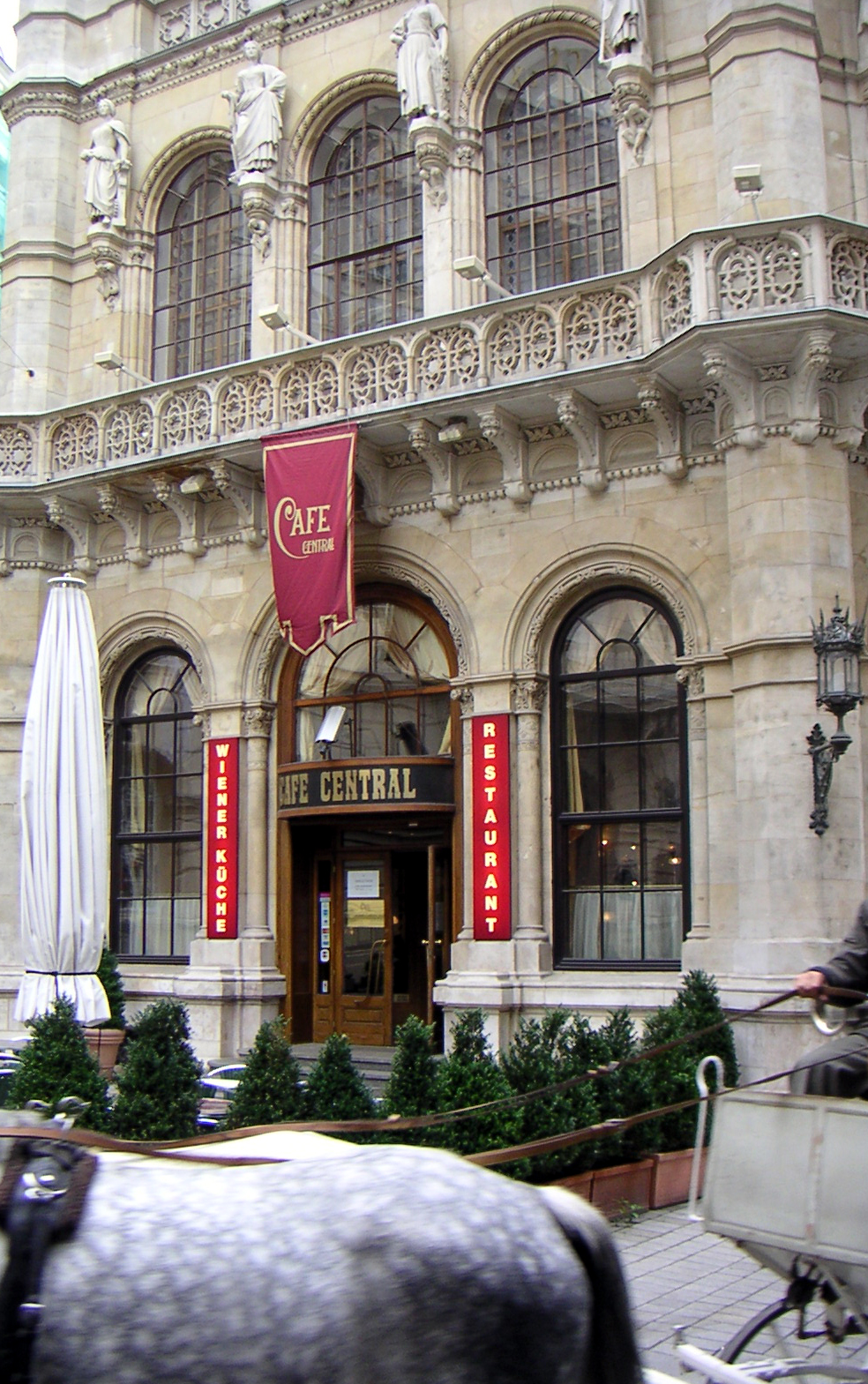
Huvudingången till Café Central på Herrengasse.

Café Central är ett wienerkafé vid Herrengasse 14 i Wien.
Café Central ligger i det tidigare Bank- och börshuset, idag benämnt Palais Ferstel efter dess arkitekt Heinrich von Ferstel. Det öppnades 1876 och blev mot slutet av 1800-talet en av Wiens främsta mötesplatser för intellektuella, med stamgäster som Peter Altenberg, Theodor Herzl, Alfred Adler, Hugo von Hofmannsthal, Adolf Loos, Leo Perutz och Lev Trotskij. 